# 腺叶醉鱼草
腺叶醉鱼草（学名：Buddleja delavayi）为马钱科醉鱼草属的植物，是中国的特有植物。分布于中国大陆的西藏、云南等地，生长于海拔2,000米至3,000米的地区，一般生长在山地疏林中或山坡灌木丛中，目前尚未由人工引种栽培。

## 异名
- Buddleja heliophila W. W. Smith
- Buddleja heliophila W. W. Smith var. pubercens Marq.